# 腊市镇
腊市镇，是中华人民共和国江西省萍乡市湘东区下辖的一个乡镇级行政单位。

## 行政区划
腊市镇下辖以下地区：
腊市村、乌岗村、庙岭村、明塘村、救塘村、炉前村、竺园村和凤凰村。